# ヤン・ホレンダ
ヤン・ホレンダ（Jan Holenda , 1985年8月22日 - ）は、チェコ・プラハ出身の元サッカー選手。現役時代のポジションはFW。

## 来歴
1985年、現・チェコの首都プラハにて生まれ、6歳の時にサッカーを始めた。2003年ごろにサッカー選手としてのキャリアを始め、チェコ時代は多数のクラブにレンタル移籍などを繰り返すなど安定的ではなかったが各年代には招集され出場していた。2010年1月31日、ロシアのFCアンジ・マハチカラへ3年契約で移籍をした。2011年にはアンジが富豪のスレイマン・ケリモフに渡り大型補強されるがFWの補強はなかったため、試合にはレギュラーとして出場した。しかし、夏移籍において世界的なスターのサミュエル・エトオが加入した事から出場機会が激減。2012年7月3日、FCロストフに3年契約で移籍した。2014年10月、FCヴィクトリア・プルゼニに移籍した。

## 所属クラブ
- ACスパルタ・プラハ 2003-2005

→ 1.FKドルノヴィツェ 2004-2005
- FCスロヴァン・リベレツ 2005-2007

→ SKディナモ・チェスケー・ブジェヨヴィツェ 2007
- ACスパルタ・プラハ 2007-2009

→ FKバニーク・モスト 2007
- FCアンジ・マハチカラ 2010-2012
- FCロストフ 2012-2014

→ FCトム・トムスク 2013-2014
- FCヴィクトリア・プルゼニ 2014-2017

→ ボヘミアンズ1905 2016
- FKドゥクラ・プラハ 2017-2019